# Carlo Masala

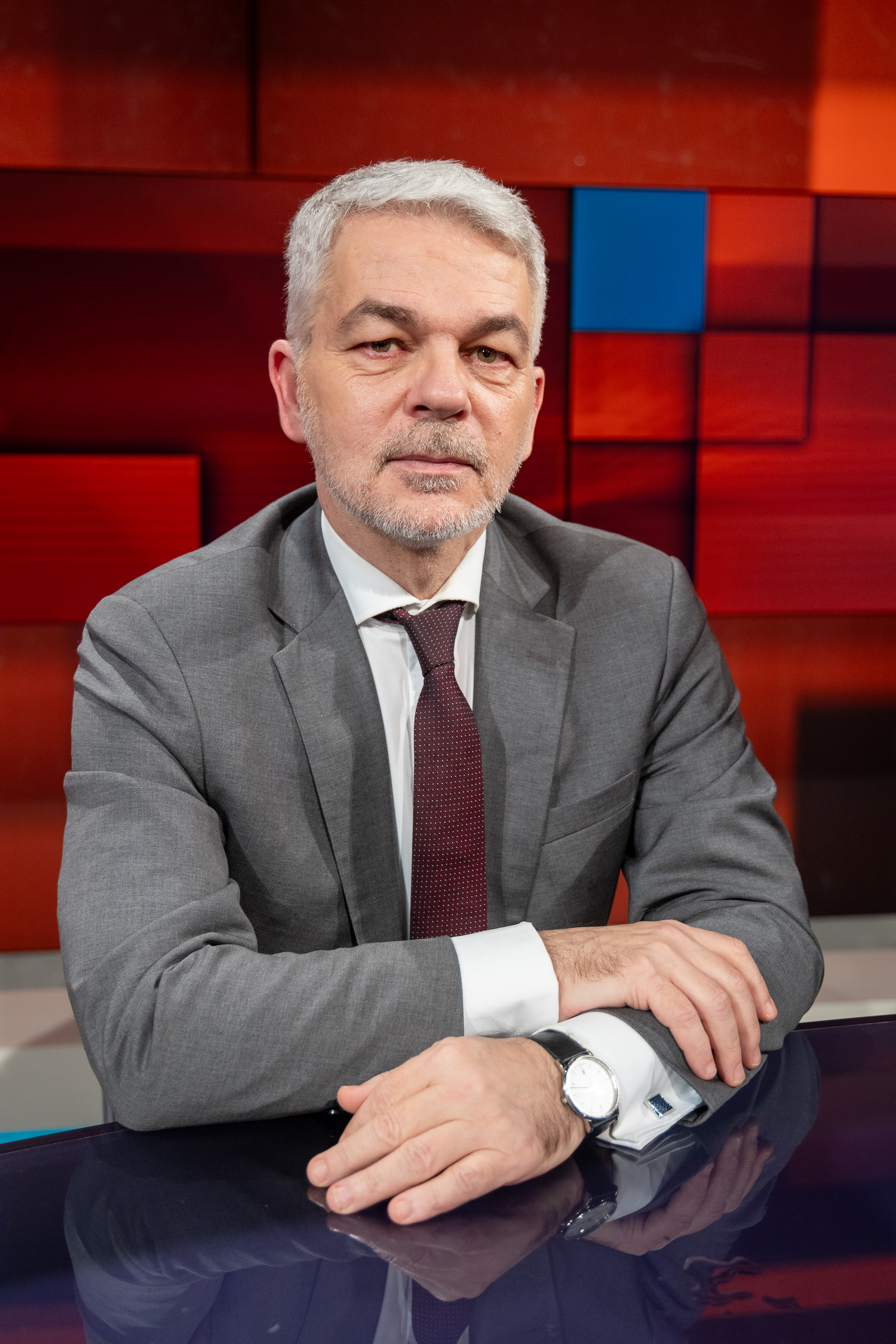
Carlo Masala (2023)

Carlo Antonio Masala (Aussprache [ˈmaːzala]; * 27. März 1968 in Köln) ist ein deutscher Politikwissenschaftler und Hochschullehrer. Er ist Professor für Internationale Politik an der Fakultät für Staats- und Sozialwissenschaften der Universität der Bundeswehr München. Masala gilt als Experte für bewaffnete Konflikte.

## Leben
Masala wurde als Kind einer österreichischen Verkäuferin und eines italienischen Gastarbeiters geboren, der zunächst in Dortmund im Bergbau, später in Köln bei Felten & Guilleaume arbeitete.
Masala wuchs als Italiener in Deutschland im Kölner Stadtbezirk Chorweiler auf, zunächst im Stadtteil Seeberg und später im Stadtteil Pesch. Als Kind lebte er auch einige Jahre auf Sardinien. Zudem sagte er in einem Interview bei Jung & Naiv, dass er in seiner Kindheit und Jugend rassistische Ausgrenzung erfahren habe, etwa durch Mitschüler und durch Beamte des Polizeipräsidiums Köln. Er spricht sowohl Deutsch als auch Italienisch und hat Kenntnisse der sardischen Sprache.
Von 1988 bis 1992 studierte er Politikwissenschaft sowie Deutsche und Romanische Philologie an der Universität zu Köln (M. A. 1992) und der Rheinischen Friedrich-Wilhelms-Universität Bonn. In Köln arbeitete er anschließend zunächst als wissenschaftlicher Mitarbeiter. Im Jahr 1996 wurde er bei Werner Link am dortigen Institut für Politische Wissenschaften und Europäische Fragen mit einer Dissertation über die deutsch-italienischen Beziehungen zum Dr. phil. promoviert. Ein Jahr später wurde er Senior Fellow am dortigen Zentrum für Europäische Integrationsforschung (ZEI).
In seinem 29. Lebensjahr erwarb er die deutsche Staatsangehörigkeit durch Einbürgerung als Voraussetzung für die uneingeschränkte Ernennbarkeit zum Beamten (Unionsbürger können zwar in den meisten, aber nicht in allen Laufbahnen zu Beamten ernannt werden). Dazu musste er die italienische Staatsbürgerschaft aufgeben (Deutschland ließ bei Einbürgerungen bis Juni 2024, bei Unionsbürgern bis 2007 grundsätzlich keine Mehrstaatigkeit zu). Kurz vor der Verbeamtung wurde sein erstes Kind geboren. Ab 1998 war er Akademischer Rat am Forschungsinstitut für Politische Wissenschaften und Europäische Fragen der Universität zu Köln. 2002 habilitierte er sich im Fach Politische Wissenschaft über die Südbedrohung der europäischen Sicherheit.
Ein Jahr später übernahm er eine Lehrstuhl-Vertretung am Geschwister-Scholl-Institut für Politikwissenschaft der Ludwig-Maximilians-Universität München.
Ab 2004 arbeitete er als Forschungsberater am NATO Defense College in Rom. Von 2006 bis 2007 war er dort stellvertretender Direktor in der Abteilung für akademische Forschung. Im Juli 2007 erhielt er die Professur für Internationale Politik an der Universität der Bundeswehr München. 2011 wurde er Dekan der Fakultät Staats- und Sozialwissenschaften. 2016 lehnte er einen Ruf an die Katholische Universität Eichstätt-Ingolstadt ab. Gastprofessuren und Forschungsaufenthalte führten Masala in die Vereinigten Staaten und verschiedene europäische Länder. Er gilt als Neorealist und forscht schwerpunktmäßig in den Bereichen der Internationalen Politik/Außenpolitik, der Vergleichenden Regierungslehre, der Sicherheitspolitik, der transatlantischen Beziehungen und der aktuellen Entwicklungen im Mittelmeerraum.
Masala ist Mitglied der Deutschen Gesellschaft für Politikwissenschaft (von 2015 bis 2017 als Vorsitzender) und der Deutschen Gesellschaft für Auswärtige Politik. Er gehört außerdem seit 2009 dem wissenschaftlichen Beirat beim Bundesministerium für Bildung, Familie, Senioren, Frauen und Jugend für den gesellschaftswissenschaftlichen Anteil der Sicherheitsforschung an. Von 2010  bis 2014 gab er gemeinsam mit Stephan Stetter die Zeitschrift für Internationale Beziehungen heraus; außerdem ist er Mitherausgeber der Zeitschrift für Politik sowie von Sirius. Zeitschrift für Strategische Analysen.
Seit Juli 2018 diskutiert Masala zusammen mit Thomas Wiegold im Blog augengeradeaus.net, Frank Sauer (Universität der Bundeswehr München) und Ulrike Franke (European Council on Foreign Relations) im deutschsprachigen Podcast Sicherheitshalber über Fragen der Sicherheitspolitik. Von März bis November 2022 war er im Stern-Podcast Ukraine – die Lage zum russischen Überfall auf die Ukraine zu hören.
Masala leitet das Metis-Institut für Strategie und Vorausschau an der Universität der Bundeswehr München. Es bietet dem Bundesministerium der Verteidigung Beratungsleistungen an. Außerdem ist Masala seit Oktober 2020 Projektleiter des Kompetenzzentrums Krisenfrüherkennung an der Universität der Bundeswehr in München, eines Forschungsprojekts, das eine frühzeitige Identifikation krisenhafter Entwicklungen auf der ganzen Welt ermöglichen soll. Am 9. Juni 2023 wurde ihm die Lichtenberg-Medaille der Niedersächsischen Akademie der Wissenschaften zu Göttingen verliehen. Seit 2024 ist Masala ordentliches Mitglied der Bayerischen Akademie der Wissenschaften und Vorstandsmitglied der CDU-nahen Hermann Ehlers Stiftung. Er ist seit 2022 sachverständiges Mitglied der Enquete-Kommission Lehren aus Afghanistan für das künftige vernetzte Engagement Deutschlands des Deutschen Bundestags und seit 2025 Mitglied des Zentralkomitees der Katholiken.
Masala lebt in Leipzig.

## Rezeption
Anlässlich der Vorstellung von Masalas Buch Wenn Russland gewinnt. Ein Szenario im April 2025 konstatiert Franz Becchi in der Berliner Zeitung einen starken Wandel seiner Positionen. Bei einer Veranstaltung der CDU-nahen Konrad-Adenauer-Stiftung im Jahr 2011 habe Masala das Jahr als „gutes“ für die deutsch-russischen Beziehungen genannt. Russland sei ein „gleichberechtigtes Mitglied“ internationaler Foren wie G8 und G20, in eine „multipolare Weltordnung“ eingebettet und habe „das Gefühl bekommen, auf Augenhöhe zu verhandeln“.

## Schriften (Auswahl)
- Italia und Germania: Die deutsch-italienischen Beziehungen 1963–1969 (= Kölner Arbeiten zur internationalen Politik. Band 7). SH-Verlag, Vierow bei Greifswald 1997, ISBN 3-89498-041-9.
- mit Ralf Roloff (Hrsg.): Herausforderungen der Realpolitik: Beiträge zur Theoriedebatte in der internationalen Politik (= Kölner Arbeiten zur internationalen Politik. Band 8). SH-Verlag, Köln 1998, ISBN 3-89498-048-6.
- mit Andreas Jacobs (Hrsg.): Hannibal ante portas?: Analysen zur Sicherheit an der Südflanke Europas (= Aktuelle Materialien zur internationalen Politik. Band 61). Nomos, Baden-Baden 2000, ISBN 3-7890-6847-0.
- (Hrsg.): Der Mittelmeerraum – Brücke oder Grenze? (= Schriften des Zentrum für Europäische Integrationsforschung. Band 48). Nomos, Baden-Baden 2002, ISBN 3-7890-7780-1.
- Den Blick nach Süden? Die NATO im Mittelmeerraum (1990–2003). Fallstudie zur Anpassung militärischer Allianzen an neue sicherheitspolitische Rahmenbedingungen (= Schriften des Zentrum für Europäische Integrationsforschung. Band 57). Nomos, Baden-Baden 2003, ISBN 3-8329-0371-2.
- Kenneth N. Waltz: Einführung in seine Theorie und Auseinandersetzung mit seinen Kritikern. Mit einem Vorwort von John J. Mearsheimer und einem Nachwort von Kenneth N. Waltz. Nomos, Baden-Baden 2005, ISBN 3-8329-1066-2.
- mit Frank Sauer und Andreas Wilhelm (Hrsg.): Handbuch der internationalen Politik. VS Verlag für Sozialwissenschaften, Wiesbaden 2010, ISBN 978-3-531-14352-1.
- mit Stephan Stetter und Marina Karbowski (Hrsg.): Mit Sicherheit unsicher? Debatten zu Krieg und Frieden in den internationalen Beziehungen (= ZIB-Reader. 02). Nomos, Baden-Baden 2014, ISBN 978-3-8487-0970-0.
- Weltunordnung. Die globalen Krisen und das Versagen des Westens. 3., aktualisierte Auflage. C. H. Beck, München 2022, ISBN 978-3-406-79325-7 (erste Auflage 2016, ISBN 978-3-406-69918-4, zweite durchgesehene und erweiterte Auflage 2018, ISBN 978-3-406-72023-9).
- mit Frank Sauer (Hrsg.): Handbuch internationale Beziehungen. 2. Auflage. Springer VS, Wiesbaden 2017, ISBN 978-3-531-19917-7.
- mit Torsten Albrecht und Konstantinos Tsetsos: Das Wesen von Seemacht: die internationalen Beziehungen im maritimen Umfeld des 20. und 21. Jahrhunderts. ZMSBw, Potsdam 2021, ISBN 978-3-941571-43-3.
- Bedingt abwehrbereit. Deutschlands Schwäche in der Zeitenwende. Beck, München 2023, ISBN 978-3-406-80039-9.[16]
- Warum die Welt keinen Frieden findet. Christian Brandstetter, Wien 2024, ISBN 978-3-7106-0705-9.
- Wenn Russland gewinnt. Ein Szenario. C.H. Beck, München 2025, ISBN 978-3-406-82448-7.[17]